# Sismo submarino

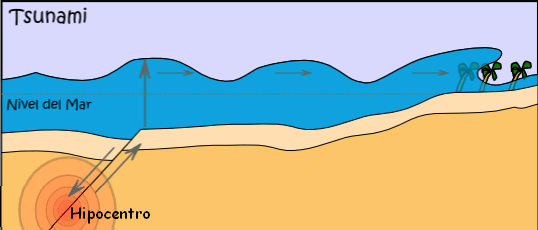
Esquema de um maremoto.

Um sismo ou terremoto submarino (conhecido popularmente como maremoto) é ocasionado pelo deslocamento das placas tectónicas, que são blocos em que a crosta terrestre está dividida. Os grandes sismos provocam deslizamentos de terra submarinos, que por sua vez produzem ondas gigantescas chamadas tsunamis que se deslocam por quilómetros a alta velocidade. Às vezes essas ondas atingem ilhas e costas dos continentes, provocando destruição material e mortes nos locais habitados.
As ondas originadas podem atingir mais de 30 metros de altura.